# Ministère de l'Énergie (Luxembourg)
Le ministère de l'Énergie (en allemand : Ministerium für Energie und Raumentwicklung et en luxembourgeois : Ministère fir Energie a Landesplanung) est le département ministériel chargé de mettre en œuvre la politique gouvernementale dans les domaines de l'énergie. 
Il est dirigé, depuis le 17 novembre 2023, par le libéral Lex Delles.
Le siège central du ministère se situe au 4 place de l'Europe, à Luxembourg.

## Missions

### Organisation
Le ministère de l'Énergie s'organise de la façon suivante :
- Ministère de l'Énergie et de l'Aménagement du territoire
  - Département de l'énergie, coordonne la politique énergétique et assure un approvisionnement durable et sûr en énergie.

## Titulaires depuis 2018
| Nom | Nom | Nom           | Dates du mandat | Dates du mandat | Parti | Gouvernement(s) |
| --- | --- | ------------- | --------------- | --------------- | ----- | --------------- |
| |     | Claude Turmes | 05/12/2018      | 17/11/2023      | Gréng | Bettel II       |
| |     | Lex Delles    | 17/11/2023      | en cours        | DP    | Frieden         |
| Dans l'intervalle entre deux mandats, le ministre sortant assure la gestion des affaires courantes. Titres successifs : - Depuis 2023 : Économie, PME, Énergie et Tourisme |     |               |                 |                 |       |                 |